# Machaerina ensigera
Machaerina ensigera är en halvgräsart som först beskrevs av Henry Fletcher Hance, och fick sitt nu gällande namn av Tetsuo Michael Koyama. Machaerina ensigera ingår i släktet Machaerina och familjen halvgräs. Inga underarter finns listade i Catalogue of Life.